# Diego López I
Diego López el Blanc (c. 1075-1124) va ser tercer senyor de Biscaia (1093 - 1124). Fill de Llop Iníguez, va servir al rei Alfons VI de Lleó i es va situar en la Rioja, al costat de García Ordóñez, guerrejant contra Rodrigo Díaz de Vivar, que llavors era enemic del rei de Castella. Alfons VI li donà la vila d'Haro, incorporant el topònim de la vila al seu cognom, probablement per a agrair el reial favor (no per la importància en si del territori, que era minúscul en comparació de la seva possessió al País Basc), sent des de llavors coneguda la família per aquest nom.
Va poblar la vila d'Haro, probablement en la zona de Villabona i va aixecar un castell a Haro sense conèixer-se la seva ubicació exacta. En 1109 va morir Alfons VI, deixant els regnes de Castella i Lleó a la seva filla Urraca, vídua des de feia dos anys, pel que el regne de Galícia havia de passar a les mans del seu fill Alfons d'uns setze anys. Els nobles castellans i lleonesos van imposar a la reina un nou matrimoni. Sense acabar l'any va contreure matrimoni amb Alfons I d'Aragó, qui va decidir no cedir el regne de Galícia al seu fillastre, cosa que va donar lloc a disputes.
El 1111 Alfons I va envair La Rioja, substituint als governadors per nobles aragonesos. A Haro va intentar assetjar Diego López, encara que sembla que van arribar a un acord sense arribar a prendre la població. Diego sempre va romandre fidel a Urraca, àdhuc en èpoques en les quals aquesta estava en desunió amb el seu espòs, i contribuint amb les seves mesnades a les guerres contra els musulmans quan el matrimoni estava avingut. En 1118 va combatre al costat de forces aragoneses, franceses i navarreses en la conquesta de Saragossa, on obstaculitza Alfons I el 6 de gener de 1119.
Es casà amb Almicena, filla del Senyor de Donibane Garazi, amb la qual va tenir a Lope Díaz Va casar en segones núpcies amb María Sánchez (segons es desprèn d'una escriptura de 1121). Va ser pare almenys de Lope, Sancho, Fortún i Gil Díaz.